# 이근안
이근안(李根安, 1938년 3월 21일 ~ )은 대한민국의 경찰관, 전직 목사였다. 경찰관 재직 시절 공안통, 강력계에서 활동했으며 한때 비공개 요원으로 방첩업무에 참여했다. 박정희 유신 정권 및 최규하 정권, 전두환 정권에서 고문기술자가 되어서 여러 범죄자 및 민주화 운동가들을 고문했다. 한때 화성 부녀자 연쇄살인 사건의 수사에도 참여하였다.

## 학력
- 1955년 한밭중학교 졸업
- 1958년 경동고등학교 졸업[4]

## 생애
1959년에서부터 1962년까지 대한민국 공군에서 복무하였고 그 후 대한민국 경찰 순경에 임명되었다. 가명은 김철수이고, 별칭은 박중령, 불곰, 반달곰이다.
1970년대 후반부터 1988년까지 대공, 방첩, 공안 분야 수사 담당관으로 활동하였다. 1970년 경찰관에 임용, 그해 7월 서울경찰학교를 마치고 순경으로 발령받았다. 1972년 8월 내무부 치안국 대공분실 형사로 발령받으면서 이후 1988년까지 경기도지방경찰청 등에서 대공, 강력계, 살인사건, 방첩 전문 수사관 등을 맡았다. 한때 화성 연쇄 살인 사건 용의자를 찾지 못하자 그를 화성경찰서로 발령냈지만 용의자를 잡지 못하고, 5공 청산으로 그의 고문행위에 대한 진술이 쏟아져 나오면서 1988년 3월 퇴임하였다. 경찰 재직 중 수많은 범죄자, 야당 인사와 학생 운동가들을 가혹하게 고문하여, 고문 기술자라고 불렸다. 그는 1979년 남민전 사건과 1981년 전노련 사건, 1986년 반제동맹 사건 등을 수사했다. 타 기관으로 출장을 다녔다는 설도 있으나 그가 파견됐다는 타 기관은 확인되지 않고 있다. 
이후 불법 체포 및 고문을 시도한 혐의로 수배되었고, 이후 약 10년간 도피생활을 하다 1999년 10월 28일 수원지검 성남지청에 자수했다. 검찰에 자수함으로써 구속되어 이듬해 재판 결과 징역 7년과 자격 정지 7년 형을 언도받았다. 그 뒤 2006년 11월에 출감하였다. 출감 후 2008년에 목사안수를 받고 개신교 목사가 되었으나 목사로 설교를 하면서 "차라리 고문은 예술이었다."라는 등의 망언을 하면서 급기야 목사로서의 행적과 김근태에 대한 고문 등의 책임 관련 논란이 불거지면서 결국 목사 자격이 박탈되었다. 

### 초기 활동
그의 출생지는 인천 송현동이지만 초등학교 3학년 때 부모를 따라 대전으로 이주했다. 한때 그의 고향이 경기도 평택군 고덕면이라고 잘못 알려지기도 했다. 유년 시절 유도와 태권도, 합기도 등을 배웠으며, 경찰 인사기록카드에 의하면 그의 주특기는 합기도라 한다. 대전에서 유년기를 보낸 뒤 초등학교를 거쳐 1955년 3월 대전 한밭중학교를 졸업하고 그해 3월 고등학교를 서울 경동고등학교로 진학하여 서울로 상경하여 생활했다. 1958년 3월 서울 경동고등학교를 졸업하고 1959년 10월 1일 대한민국 공군에 입대하여 공군기술교육단(대전비행장)에서 훈련을 받고 공군기술교육단 사령부 감찰감실에서 복무하다 1962년 9월 30일 사병으로 전역하였다.
1960년대 초, 충청남도 공주군 출신의 부인 신옥영을 만나 결혼하였다. 결혼 초기에는 종업원 2~3명을 두는 등 미용실을 제법 크게 운영하기도 했지만 순경으로 경찰에 투신한 이씨가 고속승진을 하면서 생활에 안정을 찾자 미용실을 그만뒀다. 1970년 7월 경찰 공무원에 채용, 순경으로 임용되었다. 군인 출신으로 경찰 재직 중 박중령이라는 별명과 불곰, 반달곰이라는 별명을 얻었다. 경찰 재직 중 사기꾼, 도박사범, 마약사범, 강력 범죄자 등을 여러 명 검거하여 실적을 쌓고 능력을 인정받았다.

### 경찰관 시절

#### 박정희 정권 시절
1972년 8월 경찰청 치안국 대공분실 형사로 발령되었고, 1973년 2월 간첩, 강도, 깡패 등의 검거 유공으로 경장으로 특진하였다. 1974년 7월 경기도경찰청 대공분실로 발령받았으며 경기도지방경찰청 대공전문 수사관, 강력범죄 수사관, 살인전담 수사관, 방첩전문 수사관 등으로 활동하였다. 1976년 8월 경사로 승진하고, 1970년대 후반 경기도경찰청 대공분실장으로 승진했다. 대공분실장 재직 중 재야 인사 및 학생운동권 등을 고문하였고, 1979년 3월 경위로 승진했다. 그러나 1979년 간첩 용의자가 현대중공업에 입사하자, 현대중공업에 김철수라는 가명으로 위장 취업하기도 했다. 이후 신분을 숨기고 7개월간 현대중공업에서 노동자로 생활하며 용의자의 동태를 파악하여 검거했다. 1979년 10월, 남민전 사건을 수사하였다.
그는 간첩 용의자와 야당 인사, 민주화 운동가들을 감시, 불법 체포하기 위해 엿장수, 월부책장사, 강냉이 장수 등으로 변장하여 활동하였다. 1979년 경위로 승진, 치안본부 서울 남영동 대공분실로 발령받았다. 1979년 성실 근무로 청룡봉사상과 근정훈장 등을 받았다. 그 후 경기도 경찰청 공안분실장으로 부임하여, 경기도 경찰청 공안분실장으로 있으면서 김근태를 비롯한 많은 사람들을 수배 후 불법 체포하였다. 범인 취조 과정에서 고문이 있었다고 전해지는데, 관절 빼기, 볼펜심 꽂기 등의 고문 기술로 사람들을 고문하여 고문 기술자로 불렸다.

#### 전두환 정권 시절
1980년 9월 전두환이 집권하자 그해 9월 1일부로 기존의 군인 장교 및 경찰관들을 대대적으로 예편, 해임시켰지만 그는 강력범죄 및 간첩 검거, 조직폭력배 검거, 운동권 검거 능력 등을 인정받아 해임되지 않고 계속 유임되었다. 1981년 부림 사건, 전노련 사건을 수사하여 그 관련자들을 전원 체포하기도 하였다.
특히, 1985년에 김근태 전 열린우리당 의장을 고문했던 혐의는 1999년 검찰 조사에서 자수 이후 일부 인정하였다. 그 외에도 1983년 함주명 조작 간첩사건에 관련된 사람들에게 고문하였다는 증언도 있다. 2003년 3월 31일에는 1984년 간첩조작사건에 간첩으로 몰렸던 전직 예비역 군인 출신 이장형 등이 법정에서 억울함을 호소하기도 했다. 그 외에 반제동맹 사건 의혹도 받아왔다. 1984년 경감으로 승진했다.
1986년 10월 23일 경찰의 날에 대통령 전두환으로부터 옥조근정훈장을 받았다. 1986년부터 경기도 화성군의 각처에서 화성 연쇄 살인 사건이 발생하였으나 경찰이 용의자의 정체를 찾아내지 못하자, 당시 내무부는 이근안을 화성경찰서로 발령하여 살인자를 잡게 하였다.
1987년 삼성그룹 등 기업체의 직원 연수에 강사로 초빙, 운동권의 실태와 자신의 수사경험 등을 강연했다. 이 과정에서 삼성전자의 노조 설립을 방해하는데 앞장 서 노동자들을 납치, 폭행했다는게 노동자드의 주장이다.

### 퇴임 이후
일각에서 그의 고문행위에 대한 의혹이 제기되어 오다가 6.29 선언 후, 제5공화국이 붕괴되고, 수감된 일부 야당 인사와 학생 운동가들이 석방되면서 그의 고문 행위를 주장했다. 이후 그에게 고문당했다는 인사들의 증언과 목격담이 사회적으로 부각되면서 비판을 받았다.
1987년 12월 10일 간첩죄를 뒤집어쓴 납북 어부 김성학이 그를 고소했다. 1988년 12월까지도 서울고법에서 재판 중이었다.
1988년 3월 화성경찰서에 사직서를 내고 스스로 경찰관직을 사퇴했다. 그런데 1988년 12월 퇴직 이후, 여러차례 공소가 제기되어 경찰은 그를 공개 수배하였다. 그러나 10년 10개월 동안, 집 근처 창고 뒤에 은신하고 있다가 1999년 10월 28일 수원지방검찰청 성남지청에 자수 하였고, 1999년 11월에 구속 기소되었다. 2000년 9월, 대법원에서 징역 7년 과 자격 정지 7년이 확정되었다. 이에, 그는 사과문을 발표하였는데, 정치인 김근태는 그의 사과를 받아들여 옥중에 수감된 그를 면회하기도 했다. 그 후 2005년 10월 법무부에서 가석방 부적격 결정을 받았다.
수감 생활 중 그는 자신이 고문했던 사람들 중의 한사람인 김근태에게 사과하였으나, 김근태는 "이 전 경감이 제게 ‘눈을 감을 때까지 용서를 빈다’고 했지만, ‘이 양반이 진심으로 말하는 것일까, 그런데 왜 눈물을 안 흘리는 것이지?’라는 생각을 떨칠 수가 없었다”며 당시를 회고했다. 김근태는 "이제 두려움은 많이 가셨지만 1980년대 중반에 무참하게 짓밟혔던 악몽이 되살아 났다. 면회가 끝난 후 돌아와서 이근안 전 경감의 용서를 빌고 싶다는 이야기가 진심이었을까 하는 생각을 골똘히 하면서 조금 괴로웠다"라며 이근안의 사과에 대해 그 진의를 의심하였다.
여주교도소에서 복역을 하였고, 2006년 11월 7일 오전 0시 25분 경에 경기도 여주군 가남면(현.여주시 가남읍) 여주교도소에서 7년의 형기를 마치고 출소하였다. 이근안은 출소 당시 "사회에 물의를 일으켜 죄송하다. 그 시대엔 애국인 줄 알고 했는데 지금 보니 역적이다. 세상사는 생각하고 싶지 않다" 라고 출소의 변을 대신했다. 하지만 11월 16일 오전, 민가협과 유가협 회원 20여 명이 서울특별시 서대문구 경찰청 민원실에서 그와 관련하여, 경찰의 사죄 및 철저한 진상조사를 주장하며 경찰청장 면담을 요구하며 항의 시위를 벌이기도 하였다.
한편, 본인(이근안)을 모델로 한  MBC 특집드라마 <현악 6중주>가 1995년 6.25 특집극으로 편성될 예정이었는데 제작비 문제 때문에 연출자 고석만 PD(당시 단막극 팀장)가 MBC에 지원을 요청했지만 거절당한 데다 MBC가 경찰과의 관계 약화를 염려하여 제작을 달갑지 않게 여겼고 이 과정에서 연출자가 1995년 3월 29일 MBC에 사표를 제출한 후 프리랜서를 선언하여 편성이 무산됐으며 고석만 PD는 <현악 6중주>의 제작과 관련한 MBC와의 마찰 외에도 1994년 10월 "평프로듀서로 일하고 싶다"며 당시 맡고 있던 단막극 책임PD(종합병원 전원일기 등등) 보직 사퇴의사를 밝혔지만 MBC 측의 반대로 무산되자 프리랜서를 선언했다.

#### 수형 생활과 종교인으로 변신
2005년 6월, 이근안은 옥중에서 통신 과정으로 신학교에 입학했다. 수감 당시, 이근안은 신학 공부에 열중했었는데 한 때 모범수로 지목되기도 했다. 교도소에서 한국교정선교회를 통해 개신교를 접한 이근안은 출소한 다음 총신디지털신학에서 신학을 공부하였고, 전도사 시절에는 신앙 간증 집회에 참여해온 것으로 알려졌다. 2008년 10월 30일, 대한예수교장로회(합동개혁) 산하 한 분파의 목사 임직식에서 목사 안수를 받고 정식 목사가 되었다.

#### 논란과 목사 면직
일베저장소, 디씨인사이드 등에서는 이근안을 애국자로 칭송하였고, 이근안은 목사 활동 중 자신의 고문 활동이 "애국", "예술"이라고 주장하는 등 논란을 빚었다. 이근안이 소속된 대한예수교장로회 합동개혁총회는 결국 2012년 1월 14일 목사직에서 면직하는 결정을 내렸다. 2012년 12월14일 저서(《고문기술자 이근안의 고백》) 출판 기념회에서는 "과거를 회개하며, (고문) 행위 자체가 잘못이었다"면서도     자서전에 사죄한다는 내용이 없다는 지적에 이씨는 "전반적으로 다 회개를 하는 것이지 한 건 한 건에 대해서 말하기는…"이라고 '사죄' '사과' 대신 '회개'라는 말을 사용했다. 이후 2013년 1월7일자 서울신문과 인터뷰에서는 "잘못을 깨닫기까지 시간이 걸린 것은 사실이다. 간첩을 소탕하며 공적을 쌓고 국가에서 애국자라고 치켜세우다 한순간에 도망자 신세에 ‘씹다 버린 껌’이 되니 처음에는 분한 마음도 들었다. 나라를 위해서만 일했는데 시대가 바뀌었다고 이런 취급을 받나 싶어 억울하기도 했다"며 "내가 고문한 사람들뿐만 아니라 그 가족들에게도 죄인이라 생각한다. 일일이 찾아가 사죄할 용기가 없었을 뿐이다. 교인으로서 참회, 회개라는 단어를 많이 사용했는데 사과라는 의미다"라고 말했다.

## 가족 관계
- 부인: 신옥영[19]
  - 자녀: 3남

## 수상 경력
- 청룡봉사상(1979년)
- 내무부장관 표창장(1981년), 무림사건 해결 유공
- 9사단장 표창장(1982년), 국가안보 기여
- 옥조근정훈장(1986년 10월 21일)

## 이근안을 연기한 배우
- 1993년 《사건 25시》 이근안 공개수배편 배우 : 미상
- 2012년 《남영동1985》 배우 : 이경영(배역 : 이두한)
- 2013년 《변호인》 배우 : 곽도원
- 2017년 《1987》 배우: 김윤석은 박처원  역인데?

## 저서
- 《고문기술자 이근안의 고백》

## 관련 기사
- 이수영. ‘고문기술자’ 이근안 직격토로 1탄. 일요서울. 2010년 2월 9일.
- 이수영. ‘고문기술자’ 이근안 격정토로 2탄. 일요서울. 2010년 2월 16일.
- 김도형. 김근태 전기고문 기술자는 이근안, 한겨레가 첫 보도. 한겨레신문. 2011년 12월 30일.
- 김혜영. 김근태 "공지영, 나 너무 옹졸한가". 뷰스앤뉴스. 2011년 12월 30일.

## 참고 자료
- 한홍구 (2001년 5월 22일). “이근안과 박처원, 그리고 노덕술”. 《한겨레21》 (360). 2007년 12월 9일에 확인함.
- 《KBS 인물 현대사》 2004년 4월 2일